# José Limón
José Arcadio Limón (* 12. Januar 1908 in Culiacán in Mexiko; † 2. Dezember 1972 in New York) war einer der bedeutendsten Vertreter des Tanzes im 20. Jahrhundert, ganz besonders und herausragend im Modern Dance.

## Leben
Er wurde als ältester von 12 Kindern geboren und kam mit 7 Jahren mit den Eltern nach Arizona, später nach Kalifornien und 1928 nach New York. Zwei Jahre später trat er in einer Musikrevue Americana am Broadway auf.
Er studierte zuerst Malerei, später klassischen und modernen Tanz und choreographierte. Von 1943 bis 1945 war er in der U.S. Army. Er gründete 1947 zusammen mit seiner Lehrerin und Mentorin Doris Humphrey die Limón Dance Company, eine der führenden Modern-Dance-Gruppen, für die er annähernd 50 Choreographien schuf. 1951 begann Limón die Zusammenarbeit mit der Juilliard School in New York, wo er bis zu seinem Tod als Lehrer und Choreograph unterrichtete. Er starb 1972 an Krebs.

In seinen Choreographien nahm Limón die körperliche erfahrbare Komplexität menschlichen Lebens auf.

## Werke
- 1942: Chaconne (nach Bach)
- 1949: The Moor´s Pavane (Variations on a theme of Othello)
- 1950: The Exiles (Arnold Schönberg, Zweite Kammersymphonie op. 38)
- 1956: There is a Time
- 1970: The Unsung (Männerstück, ohne Musik, den Ureinwohnern von Amerika gewidmet)

## Auszeichnungen
- 1950 erhielt er den Dance Magazine Award für die Choreographie von The Moor’s Pavane.
- 1957 erhielt er den Dance Magazine Award zum zweiten Mal.
- 1964 erhielt er den Capezio Dance Award.

## Adaptionen
Der Regisseur Malachi Roth verfilmte im Jahre 2001 das Leben des Künstlers in dem Streifen A life beyond words, der mehrere Preise erhielt.